# حسن خالد

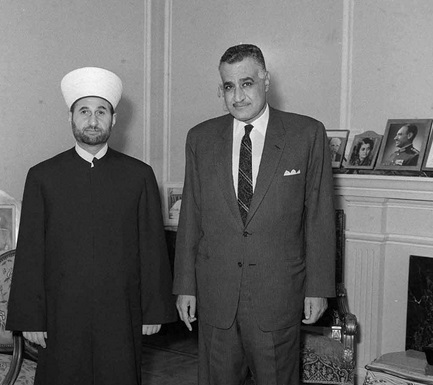
حسن خالد و جمال عبدالناصر

حسن بن سعدالدین خالد (۱۹۲۱–۱۶ مه ۱۹۸۹) فقیه و مفتی لبنانی بود. از دانشکدهٔ اصول دین دانشگاه الازهر در ۱۹۴۶م فارغ‌التحصیل شد. استاد دانشکدهٔ شرعی در بیروت انتخاب شد سپس قاضی شرعی و مفتی لبنان در سال ۱۹۶۶ شد. بر اثر انفجار خودرویی بمب‌گذاری‌شده در بیروت کشته شد. اسلام و تکامل مادی در جامعه، احکامِ احوالِ شخصی در شریعت اسلامی، مسیر دعوت اسلامی در لبنان سدهٔ چهاردهم هجری از آثار اوست. کتابخانهٔ شخصی او ۶ هزار مورد شامل می‌شد، پس از درگذشت، بنیادی به نام او بنیان‌گذاری شد و کتابخانهٔ شخصی‌اش به آن بنیاد واگذار گشت. 